# Trutgrunden, Nagu
Trutgrunden är en ö nära Kirjais i Nagu,  Finland.   Den ligger i Pargas stad i den ekonomiska regionen  Åboland  och landskapet Egentliga Finland. Ön ligger omkring 6 kilometer sydväst om Kirjais, omkring 12 kilometer söder om Nagu kyrka,  46 kilometer sydväst om Åbo och 170 km väster om Helsingfors. Närmaste allmänna förbindelse är förbindelsebryggan vid Östra Rockelholm som trafikeras av M/S Cheri.